# Pfrunger-Burgweiler Ried (Naturschutzgebiet)
Das Gebiet Pfrunger-Burgweiler Ried ist ein Naturschutzgebiet (NSG-Nummer 4.028) in den baden-württembergischen Landkreisen Ravensburg und Sigmaringen in Deutschland. Teile des heutigen Naturschutzgebietes standen schon seit 1939 unter Naturschutz. Durch die aktuell gültige Verordnung des Regierungspräsidiums Tübingen vom 21. Februar 2017 wurde das Naturschutzgebiet neu verordnet und erheblich erweitert.
Das Naturschutzgebiet ist Bestandteil des FFH-Gebiets Pfrunger Ried und Seen bei Illmensee und des Vogelschutzgebiets Pfrunger und Burgweiler Ried.

## Lage
Das heute rund 1015 Hektar große Naturschutzgebiet Pfrunger-Burgweiler Ried gehört naturräumlich zum Oberschwäbischen Hügelland. Es liegt etwa drei Kilometer südlich der Ostracher Ortsmitte und schließt unmittelbar nordwestlich an Wilhelmsdorf an. Es liegt auf einer Höhe von ungefähr 610 m ü. NHN und verteilt sich auf die vier Kommunen Königseggwald (47,4 ha), Ostrach (864,6 ha), Riedhausen (89,4 ha) und Wilhelmsdorf (506,6 ha).
Es umfasst damit den Großteil des gleichnamigen Moor- und Feuchtgebiets Pfrunger-Burgweiler Ried.

## Bedeutung
Das „Pfrunger-Burgweiler Ried“ ist ein hochwertiges Feuchtgebiet, das Lebensraum zahlreicher geschützter Pflanzen und großräumiges Aufenthalts-, Rast-, Äsungs- und Nistgebiet vieler in der Roten Liste enthaltenen Vogelarten ist.

Die Vielfalt der Fauna (Anzahl verschiedener Tierarten in einem Landschaftsraum), die Vielfalt der Flora (Anzahl verschiedener Pflanzenarten in einem Landschaftsraum) und die Vielfalt der Vegetation (Anzahl verschiedener Pflanzengesellschaften in einem Landschaftsraum) machen das Ried besonders schutzwürdig.

## Schutzzweck
Wesentlicher Schutzzweck ist laut Schutzgebietsverordnung 
- „die Erhaltung eines der bedeutendsten Moorgebiete Süddeutschlands als Lebensraum einer artenreichen, charakteristischen und teilweise stark gefährdeten Tier- und Pflanzenwelt sowie als Rastgebiet gefährdeter Vogelarten;
- die Erhaltung und Optimierung der naturnahen Moorkomplexe und Regeneration der degradierten Moorbereiche in der Kernzone mit dem Ziel, selbstregulative Entwicklungen zu fördern, die Erhaltung und Optimierung der landwirtschaftlich genutzten Grünlandbereiche der Pflege- und Extensivierungszone als Lebensraum einer charakteristischen Tierwelt und Nahrungsbiotop gefährdeter Vogelarten;
- die Erhaltung und Entwicklung der im Schutzgebiet vorkommenden Lebensräume von europäischer Bedeutung, die in Anhang I der FFH-Richtlinie aufgeführt sind;
- die Erhaltung und Entwicklung der Lebensstätten der im Schutzgebiet vorkommenden Arten von europäischer Bedeutung, die in Anhang II der FFH Richtlinie aufgeführt sind, die Erhaltung und Entwicklung der Lebensstätten der im Naturschutzgebiet vorkommenden Vogelarten von europäischer Bedeutung [...];
- die Erhaltung des Moorgebietes als Anschauungsobjekt von hohem wissenschaftlichem Interesse;
- die Erhaltung der von Grünland und Waldbeständen geprägten, reizvollen Landschaft des Pfrunger-Burgweiler Riedes.“[1]

## Geschichte
Erste Unterschutzstellungen gab es bereits in der ersten Hälfte des 20. Jahrhunderts. Da die ehemalige badisch-württembergische Grenze sich durch das Moorgebiet zieht, wurden die badischen und die württembergischen Gebietsteile zu dieser Zeit noch in getrennte Verordnungen gefasst. Auf badischer Seite im Landkreis Überlingen wurde am 10. Februar 1939 vom badischen Kultusministerium das Naturschutzgebiet „Große Trauben“ ausgewiesen. Auf württembergischer Seite im Landkreis Ravensburg folgte am 18. Juli 1941 das vom württembergische Kultminister verordnete Naturschutzgebiet „Pfrunger Ried“. Beide wurden mit einer Neuverodnung am  20. November 1980 durch das Regierungspräsidium Tübingen unter dem Namen „Pfrunger-Burgweiler Ried“ zusammengelegt.
Am 9. Januar 2017 wurde das Gebiet infolge eines Naturschutzgroßprojekts durch eine Neuverordnung durch das Regierungspräsidium Tübingen erheblich vergrößert. Dabei wurden auch die bisher eigenständigen Naturschutzgebiete Laubachmühle, Überwachsener See und Mühlebach in das neue Schutzgebiet integriert. Die dauerhafte Sicherung des Projektgebietes als Naturschutzgebiet war eine Förderbedingung für das aus Bundesmitteln geförderte Naturschutzgroßprojekt.

## Flora und Fauna

### Flora

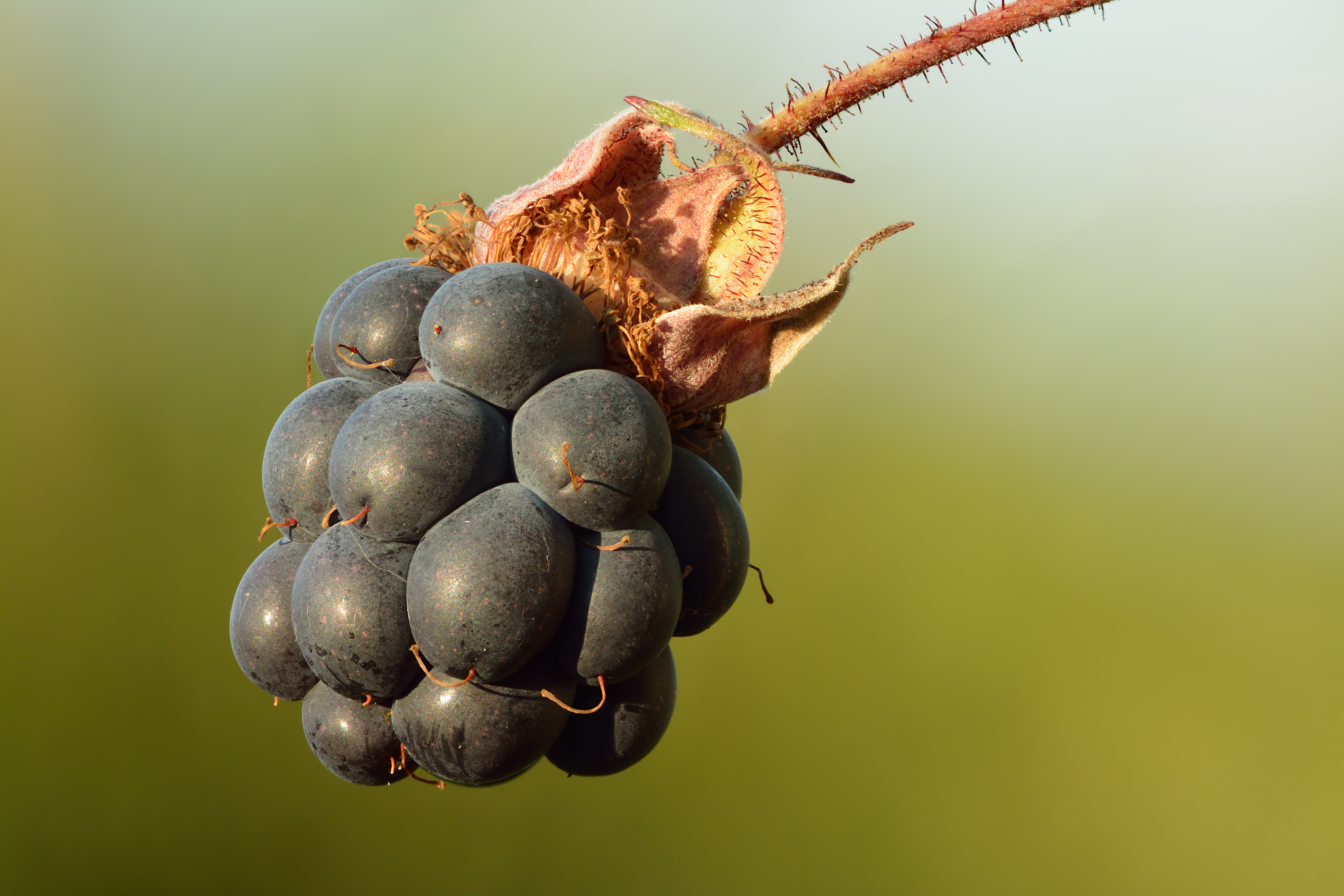
Kratzbeere

Im „Pfrunger-Burgweiler Ried“ sind über 570 Pflanzenarten erfasst.

### Fauna
Im Pfrunger-Burgweiler Ried sind Tierarten zu finden, die sonst kaum noch anzutreffen sind. Insbesondere Amphibien, die am stärksten gefährdete Tiergattung, profitierten vom Moor. Vögel wie die Bekassine, das Braunkehlchen oder der Schwarzstorch können beobachtet werden. Zudem befindet sich seit 2005 im Ried eine Biber-Population – seit Oktober 2008 nachweislich.
Folgende Arten (Auswahl) sind im Naturschutzgebiet „Pfrunger-Burgweiler Ried“ erfasst: